# Mikael Yourassowsky
Mikael-David Youri Yourassowsky (Ixelles, 26 febbraio 1983) è un ex calciatore belga, di ruolo difensore.

## Carriera

### Inizi e Boca Juniors
Ha iniziato la sua carriera nelle file giovanili dell'Anderlecht e dopo aver fatto parte della prima squadra per due stagioni, nel 2003 si trasferisce al Genk, in Belgio. In seguito si trasferisce in Argentina nel Boca Juniors. È stato promosso nella prima squadra di Carlos Bianchi, facendo il suo debutto in prima divisione nel giugno del 2004. Parte come titolare in una partita contro il Colón de Santa Fe. Tuttavia, a causa di una lunga serie di infortuni, le sue possibilità di giocare diminuirono.

### Spagna e Grecia
Nell'agosto 2005 torna in Europa, dove si unisce al Pontevedra, della seconda divisione spagnola. Nella stagione successiva si trasferisce in Grecia per giocare con diversi club. Iniziò a giocare con l'AO Kerkyra, in cui ha segnato il suo primo gol da professionista. La stagione successiva entra a far parte dell'Ethnikos Asteras in cui ha totalizzato 6 presenze e un gol. Per tutta la stagione 2009 si trasferisce allo Skoda Xanthi.

### Atlético Mexiquense e Rijeka
Dopo aver trascorso tre stagioni in Grecia, decide di trasferirsi nel 2009 in Messico nell'Atlético Mexiquense, squadra della seconda divisione messicana. Nella sua unica stagione con l'Atlético Mexiquense ha fatto 11 presenze in campionato. La stagione successiva ritorna in Europa, giocando con la squadra croata del NK Rijeka e totalizzando 14 presenze di campionato.

### Toronto FC
Il 18 marzo 2011 firma un contratto con il Toronto FC. Ha fatto il suo debutto nella prima squadra come sostituto il 19 marzo 2011 contro il Vancouver Whitecaps. Una settimana più tardi ha fatto la sua prima trasferta con la squadra nella partita contro i Portland Timbers in cui ha ricevuto due cartellini gialli con conseguente cartellino rosso in 84 minuti.

## Palmarès
- Canadian Championship: 1

Toronto: 2011